# 吉原遊廓

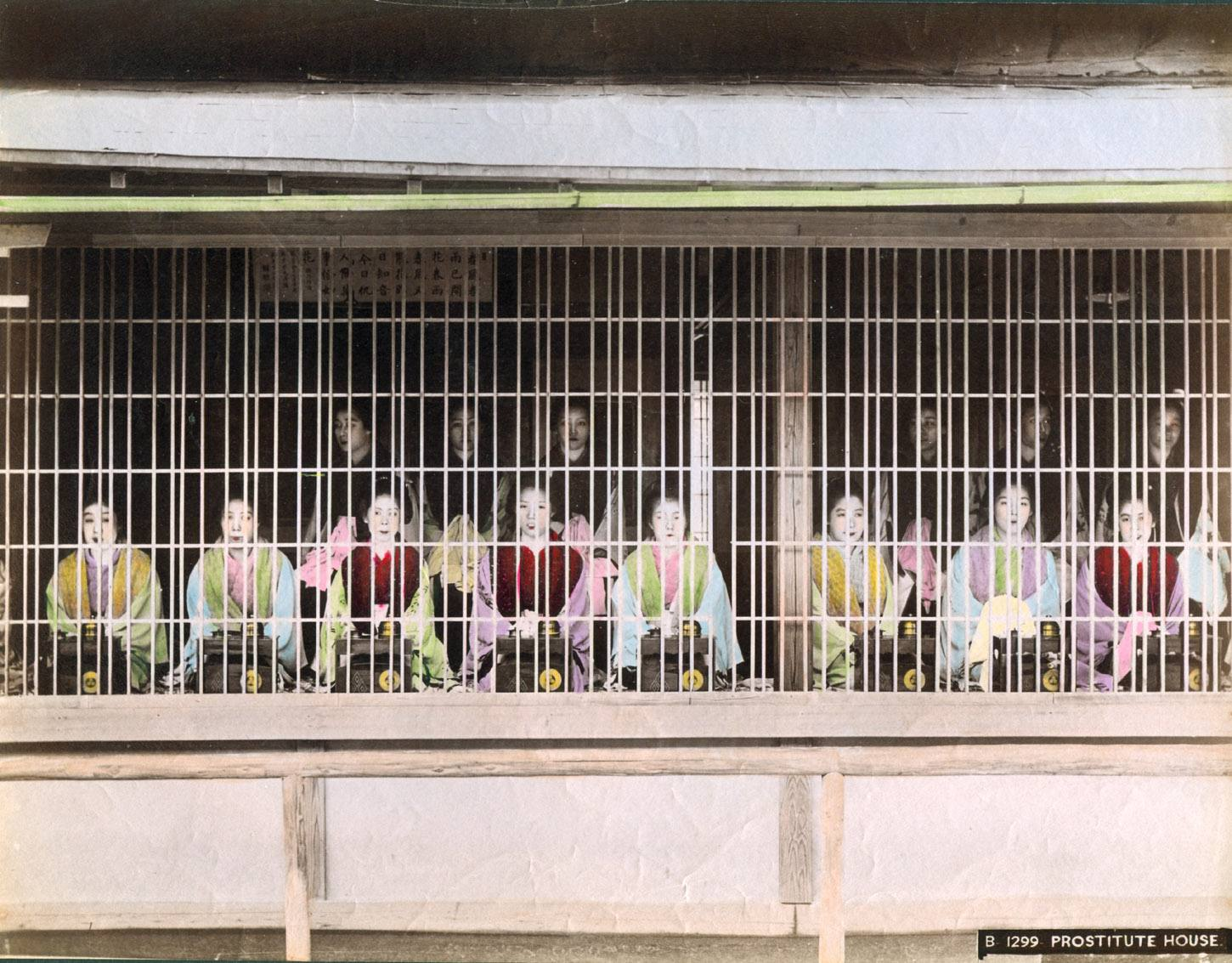
吉原的遊女（明治時代）

吉原遊廓（よしわらゆうかく）是江戶幕府公認的遊廓。起先在日本橋附近（現日本橋人形町）、明曆大火之後、搬到淺草寺後面的日本堤、前者稱爲元吉原、後者稱爲新吉原。江戶的遊郭是從大御所德川家康臨終之地駿府城（現在的静岡）下的二丁町遊郭搬來的。

## 歷史
德川家康于天正18年（1590年）8月1日入江戶、隨後被封為征夷大将軍設立江戶幕府、為江戶增添了活力、使关東地方自鎌倉時代之後再次成爲日本武士的中心。德川家康率領三河國衆多的家臣團進入江戶、江戶的城市規模得到很大發展。周圍很多百姓匯集到关東、戰乱過後浪人們也爲了尋找工作來到江戶、江戶人口中男女比例嚴重失調。在這樣的時代背景下、江戶城中遊女屋開始大量出現。
江戶幕府在集中建設江戶城的同時，爲了統治全國還建造了很多武家屋敷。建造這些建築對於平民一般採取強制徵地的措施，其中也包括遊女屋。這些遊女屋因此要求設置專門的遊廓。当初幕府不以爲意，數次請願後，慶長17年（1612年），元誓願寺前經營遊女屋的庄司甚右衛門作爲代表，以下面三條為條件再次請願，終于得到受理。
1. （客人只許嫖宿一晩、不許連著過夜）
2. （被拐賣的女人經過調查后歸還給親人）
3. （發現有犯罪之人立刻通報官府）

幕府受理後由於急於處理丰臣家的問題沒有立即給予答覆、5年後的元和3年（1617年），終于允許以甚右衛門為惣名主開設了江戶最初的遊郭「葭原」。同時，幕府提出附加條件：江戶城中不許設置遊女屋、遊女也不許在城中拉客、遊女屋的建築和遊女穿着必須樸素、營業必須在白天進行。遊廓設置后幕府抽取冥加金（上納金），城中的遊女屋的得到統一管理也有利於治安，同時也使部分遊女屋達到了獨佔市場的目的。但是此後吉原遊廓的歷史仍然是在和江戶城中無幕府許可經營的違法遊女屋（岡場所）的競争當中反復交織。
德川幕府起初提供的土地在現在東京站南側当時海岸附近的葦屋町，是蘆葦（葦，吉日語發音都是YOSHI）茂盛的平地（平地日語是原HARA），本來屬於江戶偏僻的地方。這就是「吉原」名字的由來。可是江戶不斷擴大，大名的江戶屋敷也逐漸造到吉原的附近。明曆2年（1656年）10月幕府命令吉原遷到淺草寺後面的日本堤、本所一帶。吉原的遊女屋雖然有所怨言但是不得不還是同意搬遷。此時吉原的營業面積增加了一半，並且允許晚上營業，還免除掉對周圍火災的責任。本來周圍發生火災吉原必須去救火而倒過來吉原發生火災的時候周圍是不會來救的，結果往往吉原被燒毀。明曆3年正月正好發生了明曆大火，對江戶的城市規劃來説是個很大的轉機。由於大火遷移比預定有所延緩，明曆3年6月遊女屋開始搬遷到火災后臨時搭建的小屋中營業。遷移前叫元吉原，遷移后叫新吉原。
明治時期以後，日本政界、財界的社交場所一般在東京中心地附近的藝者町（花街）進行、吉原遊廓的規模不得不縮小。吉原的遊女大多來自日本的東北地方。虽然在名義上她們到了一定的年齡可以從良回到自己的故鄉，但是大部分的少女都來自貧苦農民家庭。她们家裏很少有可能拿錢出來幫她們贖身，結果导致了很多遊女在遊廓度過終生。這是農民階層的貧困造成的。
第二次世界大战结束后，新通过的《日本国宪法》規定了男女同權、吉原遊廓作爲男尊女卑差別主義的象徵而受到批判。昭和31年（1956年）5月21日，日本国会通過了賣春防止法，并且在昭和32年（1957年）4月1日正式執行。自此，吉原遊廓正式落下了歴史的帷幕。

## 吉原遊廓的規模
江戶時代以前到賣春防止法施行爲止、除了江戶，大阪、京都、長崎也有大規模的遊廓、地方城市的小遊廓更是數不勝數。其中吉原遊廓是規模最大的。佔地面積達2万坪。最盛期有数千名遊女。也是江戶最繁華的地方、吉原、芝居町的猿若町、日本橋並稱爲江戶一擲千金的地方。

## 吉原遊廓的地位
江戶時代的吉原遊廓是男人們最大的社交場所、吉原遊廓也有競争相手。元吉原的時候、有稱爲湯女的妓女在冒充為澡堂的地方提供性服務。江戶是富士山的火山灰堆積起來的土地、江戶的早期城市開發很多是很髒很累的工作、澡堂因此興盛、其中不少是有提供性服務的也被稱爲丹前風呂。
江戶的規模不斷擴大出現類似深川這樣的岡場所、各街道最初的宿場町兼有提供性服務、和吉原遊廓展開了激烈競争。即便如此在江戶時代吉原遊廓作爲最大的花柳街無出其右。
明治時期以後吉原遊廓規模縮小、到昭和32年（1957年）4月1日的賣春防止法施行爲止、吉原一直營業了340年。

## 吉原遊廓的遊女們
名義上遊女到了一定年齡可以贖身從良，大約是28歲。從新吉原成立到天保年間、有超過8成的妓女從良。也有很多遊女在遊廓裏面度過終生。歲數大和無法接客的遊女就從事雜役（やり手）、做飯（飯炊き）或縫衣（縫い子）等工作。所以在吉原工作的女子並非皆是墜入賣淫窟。據說吉原遊廓中病死老死的遊女，會被送到稱爲投入寺的淨閑寺，冠以「某某賣女」的戒名埋葬。事實上近年的研究表明只有「自殺」、「胡亂發誓」、「逃跑」、「私通」、「吸食鴉片」等壞了吉原規矩的遊女才被會冠以「某某賣女」的戒名。
遊女分為很多等級、才貌兼備受到男人歡迎的遊女有很高的等級。到宝曆年間爲止遊女中的最高等級稱爲太夫、下面還有「局」、「端」等稱呼、江戶的湯屋被強制遷移到吉原后構成了「散茶」、此後被稱爲花魁。如果当上花魁，会有被稱爲「新造」的年輕候補花魁和被称为「禿」的小女孩来服侍，不受花魁青睞的男人是很難同她們過夜的。男人即使能走到最後一步也會頗費周折、女人在這個過程中最大限度的榨取男人的錢財是遊廓全体的工作。
江戶時代要想和高級別見世（遊女屋、妓院）的遊女玩必須通過待合茶屋（吉原稱爲「引手茶屋」）、在這裡設宴招待遊女、然後由茶屋裏的茶博士引薦。茶屋要席料、料理屋要料理代、見世要揚代（見遊女的錢）。在吉原遊廓有如果和一名遊女混熟就不能和其他遊女有來往的不成文規定。如果去其他遊女那裏、相熟的遊女會去對方遊女那裏投訴、對方遊女有可能讓自己的振袖新造們懲罰負心男、據説有負心男的髮髻被剃掉。

## 所謂文化發源地的吉原遊廓
吉原遊廓還是新潮文化的發源地。女性的髮式、服裝、吉原遊廓都是當時社會的流行源頭。同時這裡也和歌舞伎相互作用、對歌舞伎的音曲、舞踊、和其他曲藝產生影響。
這是因爲男女間的情事交織的悲歡離合比較容易吸引人的視聽。無論是有趣的、還是悲傷的通過戲劇和淨瑠璃被世人傳唱。

### 文獻資料
- （日語）
- （日語）
- （日語）
- 佐々醒雪; 西原柳雨（編）. . 育英書院. 1916年  [2009-01-02]. （原始内容存档于2009-05-18） （日语）. 大正5年

## 関連條目
- 遊廓
- 吉原
- 吉原炎上
- 江戶四宿
- 二丁町遊郭
- 日本性服务业